# Manuel Cervantes García
Manuel Cervantes García, esportivament conegut com a Cervantes (Irun, 6 d'abril de 1957), és un exfutbolista professional basc que jugava com a porter.
És pare del tennista Iñigo Cervantes Huegun.

## Trajectòria
Cervantes es va formar en les categories inferiors de la Reial Societat. Després de passar pel filial, va arribar al primer equip, on es va topar amb Luis Arconada, titular indiscutible que li va tancar qualsevol possibilitat de continuar progressant.
Després de dos anys en blanc com a tercer porter de la plantilla, sense anar ni tan sols convocat a un sol partit oficial, va preferir obrir-se camí en Segona Divisió a seguir en la banqueta donostiarra. Va fitxar pel Real Murcia, amb el qual va aconseguir ascendir a la màxima categoria la campanya 1982/83.
Va tenir un debut destacat en la màxima categoria, ja que aquesta campanya la revista Don Balón el va premiar com a millor jugador espanyol de la lliga.
L'estiu de 1985, després del descens dels murcians, va tenir l'oportunitat de continuar jugant a Primera amb el Reial Betis. Va acabar la seva carrera en Segona B amb la UD Salamanca.